# Jean Amade
Pour l’article ayant un titre homophone, voir Joan Amades.
Jean Amade, en catalan Joan Amade, est un des principaux représentants de la renaissance catalane littéraire et chef de file de ce mouvement en Roussillon, né le 30 août 1878 à Céret (Pyrénées-Orientales) où il est mort le 3 mars 1949.
Écrivain et poète en catalan, il chercha à créer un modèle, tentant de combattre les préjugés dont souffrait cette langue, à développer la poésie. Son œuvre se plonge profondément dans les traditions régionales.

## Biographie
Il regretta dès ses 18 ans la disparition de certaines traditions catalanes, ce qui annonça une réflexion et un engagement plus profond dans le catalanisme. Le régionaliste Jean Charles-Brun le gagna à sa cause. Devenu professeur d'université après des études à la Sorbonne et à la faculté de lettres de Toulouse où il obtint une agrégation en castillan en 1904, il fonda la société d'études catalanes avec Joseph-Sébastien Pons le 6 juin 1906. En 1907 Il créa la collection bibliothèque catalane afin de permettre la diffusion de travaux, de critiques, d'érudition et de favoriser un enseignement en catalan. Sous sa direction, la société des études catalanes édita la Revue catalane à partir de 1915 où il publia un grand nombre de poèmes. La revue avait pour but de développer la poésie catalane et une refondation de la langue mais périclita en 1921, probablement à la suite de difficultés financières. Alors que littérairement il encourageait un renouvellement de la langue, incitant à l'abandon des archaïsmes, gallicismes et hispanismes, son œuvre se plonge profondément dans les traditions catalanes et roussillonaises.
Il participa à partir de 1926 à la création des jeux floraux du Genêt d'Or, émanation du félibrige, à Perpignan, au titre de responsable de la langue catalane et à deux reprises, comme président. Lors de sa nomination en 1931 comme professeur à l'université de Montpellier. Il poursuivit ses efforts pour développer la poésie en catalan, cherchant à attirer les plus jeunes et à maintenir le souffle de la renaissance catalane. S'il notait quelques progrès, découvrant Jean Narach et Joseph Médina, il conclut en 1938 « a la poesia catalana rossellonesa falta gent » (Il manque de gens à la poésie roussillonaise).
En 1927, il reçoit le prix Archon-Despérouses.
Il est élu majoral de Félibrige en 1935.

## Œuvre

### Poésies
- Jean Amade, Chants rustiques et Oraison, poèmes, Paris, Éditions Occitania, 1926, 126 p., In-8 (BNF 31715459, lire en ligne)
- Jean Amade, L'Oliveda (l'Olivette), poésies catalanes avec la traduction française en regard, Perpignan, L'Indépendant, 1934, 206 p., In-8 (BNF 31715463, lire en ligne)

### Essais
- Jean Amade, Études de littérature méridionale, Toulouse, E. Privat, 1907, 307 p., In-16 (BNF 31715460, lire en ligne)
- Jean Amade, Anthologie catalane. 1re série : les Poètes roussillonnais., Perpignan, Comet, 1908, 260 p., In-16 (BNF 31715457, lire en ligne)
- Jean Amade, L'idée régionaliste, Perpignan, Bibliothèque catalane, 1912 (lire en ligne)
- Jean Amade, Origines et premières manifestations de la renaissance littéraire en Catalogne au XIXe siècle : Thèse pour le doctorat ès lettres présentée à la Faculté des lettres de l'Université de Paris, Toulouse, E. Privat, 1924, 568 p., In-8 (BNF 31715464, lire en ligne)
- Jean Amade, Bibliographie critique pour l'étude des origines et des premières manifestations de la renaissance littéraire en Catalogne au XIXe siècle., Toulouse, E. Privat, 1924, 88 p., In-8 (BNF 31715458)
- Jean Amade, Mélanges de folklore, Perpignan, Imprimerie de l'Indépendant, 1935, 266 p. (lire en ligne)
- Jean Amade, Le poète Pierre Camo, Perpignan, Imprimerie de l'Indépendant, 1936, 137, [3] f. de pl. (lire en ligne)

### Romans
- Jean Amade, Pastoure et son maître, Paris, Bernard Grasset éditeur, 1909, 291 p. (lire en ligne)

Préfaces de Flors d'hivern, (Jean Narach), Impressions et souvenirs (Pierre Bonet), Abrégé d'histoire du Roussillon, (Emmanuel Robert Brousse)
Ses poèmes furent mis en musique par Pere Figueres et Jordi Barre.

## Toponymie

### Voies publiques
On trouve dans les communes des Pyrénées-Orientales :
- la rue " Jean Amade "  à Perpignan, Céret, Thuit, Villemolaque, Saint-Laurent-de-la-Salanque, Bompas et Saint-Cyprien
- l'impasse " Jean Amade " à Canet-en-Roussillon et à Ponteilla
- la rue ou carrer (en catalan) " Joan Amade " à Argelès-sur-mer, à Saint-Féliu-d'Amont et à Millas

### Établissements scolaires
Des établissements scolaires portent le nom de Jean Amade dans les Pyrénées-Orientales, partie française de la Catalogne : 
- à Perpignan : l'école maternelle publique[6] bilingue français-catalan
- à Céret : le collège public[7]